# Quỹ đạo địa đồng bộ

Vệ tinh địa đồng bộ quay quanh Trái Đất.

Quỹ đạo địa đồng bộ (tiếng Anh: geosynchronous orbit, viết tắt là GSO) là quỹ đạo lấy Trái Đất làm tâm với chu kỳ quỹ đạo khớp với hiện tượng tự quay của Trái Đất quanh trục trong 23 giờ, 56 phút và 4 giây (một ngày thiên văn). Như vậy, đối với một quan sát viên trên bề mặt Trái Đất, sự đồng bộ chuyển động quay và chu kỳ quỹ đạo nghĩa là vật thể trên quỹ đạo địa đồng bộ sẽ trở về chính xác cùng một vị trí trên bầu trời sau một ngày. Trong khoảng thời gian một ngày đó, vật thể đó có thể đứng yên (so với bề mặt Trái Đất) hoặc vạch ra một đường cong analemma phụ thuộc vào độ nghiêng và độ lệch tâm của quỹ đạo. Quỹ đạo địa đồng bộ hình tròn sẽ có độ cao không đổi 35.786 km (22.236 mi) và đây cũng là bán trục lớn cho tất cả các quỹ đạo địa đồng bộ khác.
Một trường hợp đặc biệt của quỹ đạo địa đồng bộ là quỹ đạo địa tĩnh. Quỹ đạo địa tĩnh là quỹ đạo địa đồng bộ hình tròn nằm trong mặt phẳng xích đạo. Vệ tinh trên quỹ đạo địa tĩnh luôn ở cùng một vị trí trên bầu trời đối với các quan sát viên đứng trên mặt đất. Nói chung, thuật ngữ địa đồng bộ và địa tĩnh trong ngôn ngữ phổ thông có thể sử dụng thay thế cho nhau.
Các vệ tinh viễn thông thường được đặt địa tĩnh hoặc gần quỹ đạo địa tĩnh để các ăng-ten vệ tinh không phải di chuyển mà có thể luôn đặt hướng cố định vào vệ tinh đó trên bầu trời.

## Lịch sử

Quỹ đạo địa đồng bộ đôi khi được gọi là quỹ đạo Clarke sau khi nhà văn khoa học viễn tưởng Arthur C. Clarke đưa khái niệm này tới đại chúng.

Thuật ngữ quỹ đạo địa đồng bộ được George O. Smith giới thiệu lần đầu tiên với công chúng vào tháng 10 năm 1942 trong truyện đầu tiên của bộ truyện ngắn giả tưởng Venus Equilateral, nhưng không đi sâu vào chi tiết. Nhà văn khoa học viễn tưởng người Anh Arthur C. Clarke phổ biến và mở rộng khái niệm này trong bài viết Extra-Terrestrial Relays – Can Rocket Stations Give Worldwide Radio Coverage? trên tạp chí Wireless World năm 1945. Trong phần giới thiệu, Clarke thừa nhận bài viết của mình chịu ảnh hưởng và có mối liên hệ với bộ truyện Venus Equilateral. Quỹ đạo do Clarke lần đầu tiên mô tả rất có giá trị cho các vệ tinh viễn thông thu phát tín hiệu, đôi khi còn được gọi là Quỹ đạo Clarke. Tương tự, tập hợp các vệ tinh nhân tạo trong quỹ đạo này cũng được gọi là Vành đai Clarke.

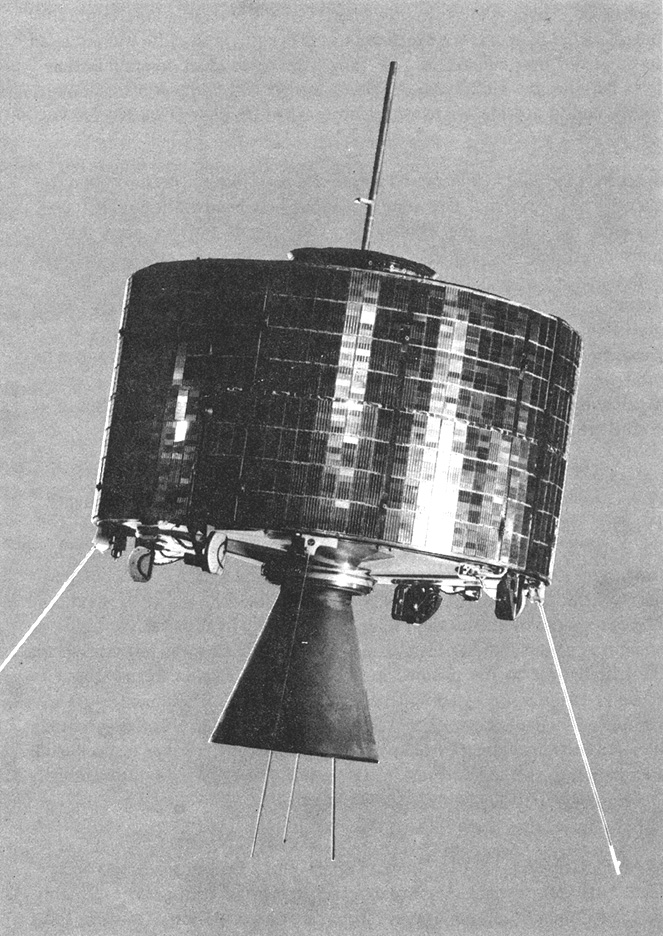
Syncom 2: Vệ tinh địa đồng bộ đầu tiên.

Trong thuật ngữ kỹ thuật, quỹ đạo địa đồng bộ thường được gọi là địa tĩnh khi nằm trên đường xích đạo, nhưng các thuật ngữ được sử dụng thay thế cho nhau. Cụ thể trong một số tài liệu tiếng Anh, geosynchronous Earth orbit (GEO) (quỹ đạo Trái Đất địa đồng bộ) có thể đồng nghĩa với geosynchronous equatorial orbit (quỹ đạo cận xích đạo) hoặc geostationary Earth orbit (quỹ đạo Trái Đất địa tĩnh).
Vệ tinh địa đồng bộ đầu tiên do Harold Rosen thiết kế tại Hughes Aircraft vào năm 1959. Lấy cảm hứng từ Sputnik 1, ông muốn sử dụng một vệ tinh địa tĩnh (xích đạo địa đồng bộ) để toàn cầu hóa truyền thông. Truyền thông giữa Hoa Kỳ và châu Âu sau đó có thể hỗ trợ 136 người cùng lúc, phụ thuộc vào sóng cao tần và cáp biển.
Suy nghĩ thông thường vào thời điểm đó là cần một lượng năng lượng tên lửa lớn để đưa vệ tinh vào quỹ đạo địa đồng bộ nhưng vệ tinh cũng không duy trì trên quỹ đạo được lâu so với chi phí đã bỏ ra, vì vậy những nỗ lực ban đầu chỉ nhắm đưa vệ tinh lên quỹ đạo Trái Đất tầm thấp hoặc tầm trung. Khởi đầu trong số đó là các vệ tinh khí cầu Echo thụ động vào năm 1960, tiếp theo là Telstar 1 vào năm 1962. Mặc dù các khó khăn gặp phải về cường độ tín hiệu và theo dõi đều có thể được giải quyết bằng các vệ tinh địa đồng bộ, giải pháp này được coi là không thực tế nên Hughes giữ lại kinh phí hỗ trợ.
Năm 1961, nhóm của Rosen đã thiết kế một mẫu hình trụ đường kính 76 xentimét (30 in), chiều cao 38 xentimét (15 in), nặng 11,3 kilôgam (25 lb), kích thước và khối lượng vừa đủ để đưa vào quỹ đạo. Mẫu được ổn định quay với ăng-ten lưỡng cực phát sóng dạng hình bánh kếp. Tháng 8 năm 1961, họ ký hợp đồng bắt đầu chế tạo vệ tinh thực sự. Do lỗi điện tử, Syncom 1 không đạt được mục tiêu, nhưng Syncom 2 đã thành công bay vào quỹ đạo địa đồng bộ năm 1963. Mặc dù quỹ đạo nghiêng vẫn cần di chuyển ăng-ten, vệ tinh đã có thể chuyển tiếp truyền hình, cho phép tổng thống Hoa Kỳ John F. Kennedy điện đàm với thủ tướng Nigeria Abubakar Tafawa Balewa từ một con thuyền vào ngày 23 tháng 8 năm 1963.
Ngày nay có hàng trăm vệ tinh địa đồng bộ dùng cho viễn thám, điều hướng và liên lạc.
Mặc dù hầu hết các nơi tập trung đông dân cư trên thế giới hiện nay đều sử dụng phương tiện liên lạc mặt đất (vi ba, cáp quang) thường có lợi thế về độ trễ và băng thông, như 96% dân số được tiếp cận điện thoại và 90% có thể truy cập internet, thì một số vùng nông thôn, vùng sâu, vùng xa ở các nước phát triển vẫn phụ thuộc vào liên lạc vệ tinh.

## Phân loại

### Quỹ đạo địa tĩnh

Vệ tinh địa tĩnh (màu lục) luôn cố định so với điểm đánh dấu trên xích đạo (màu nâu).

Quỹ đạo xích đạo địa tĩnh (GEO) là một quỹ đạo địa đồng bộ tròn trong mặt phẳng xích đạo với bán kính khoảng 42.164 km (26.199 mi) tính từ tâm Trái Đất.:156 Vệ tinh trên quỹ đạo sẽ ở độ cao khoảng 35.786 km (22.236 mi) tính theo mực nước biển trung bình, cố định so với bề mặt Trái Đất. Như vậy, vệ tinh địa tĩnh sẽ lơ lửng tại một điểm cố định trên bầu trời bất kể ngày đêm, mắt quan sát viên sẽ thấy mặt trời, mặt trăng và sao chuyển động trên vòm trời phía sau nó. Quỹ đạo như vậy rất thích hợp cho các vệ tinh viễn thông.
Một quỹ đạo địa tĩnh hoàn toàn ổn định chỉ tồn tại trong lý thuyết. Trong thực tế, vệ tinh trôi ra khỏi quỹ đạo này vì các nhiễu loạn như gió mặt trời, áp suất bức xạ, trọng trường biến thiên và hiệu ứng hấp dẫn từ Mặt Trăng và Mặt Trời, khi đó cần đến các động cơ đẩy để duy trì quỹ đạo cho vệ tinh trên trạm.:156
Cuối cùng, nếu không sử dụng động cơ đẩy, quỹ đạo sẽ bị nghiêng, dao động trong khoảng từ 0° đến 15° sau mỗi 55 năm. Vào cuối vòng đời của vệ tinh, khi sắp hết nhiên liệu, đội vận hành có thể không điều chỉnh độ nghiêng nữa vì tốn nhiều năng lượng mà chỉ kiểm soát độ lệch tâm. Cách làm này kéo dài tuổi thọ của vệ tinh vì tiêu thụ ít nhiên liệu hơn, nhưng mặt hạn chế là chỉ có thể sử dụng với ăng-ten mặt đất chuyển động được theo hướng bắc-nam. :156
Các vệ tinh địa tĩnh cũng sẽ có xu hướng trôi quanh một trong hai kinh độ ổn định 75° và 255° mà không cần giữ trạm. :157

### Quỹ đạo địa đồng bộ nghiêng hình elíp

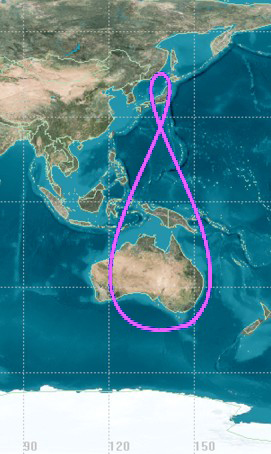
Một quỹ đạo vệ tinh Quasi- Zenith.

Nhiều quỹ đạo địa đồng bộ bị lệch tâm và/hoặc nghiêng. Quan sát từ trạm mặt đất, độ lệch tâm làm cho quỹ đạo có hình elíp và xuất hiện dao động đông-tây, còn độ nghiêng quỹ đạo so với đường xích đạo làm xuất hiện dao động bắc-nam. Hai hiệu ứng này kết hợp thành một analemma (hình số 8). :122
Vệ tinh trên quỹ đạo hình elíp hoặc lệch tâm phải được các trạm mặt đất ổn định theo dõi.:122

#### Quỹ đạo tundra
Quỹ đạo tundra là một quỹ đạo địa đồng bộ do Nga phát minh cho phép duy trì vệ tinh ở vĩ độ cao. Quỹ đạo có độ nghiêng 63,4° và là một quỹ đạo đông cứng làm giảm nhu cầu giữ trạm. Cần ít nhất hai vệ tinh để phủ sóng liên tục trên một khu vực. Đài phát thanh vệ tinh Sirius XM sử dụng vệ tinh quỹ đạo này để cải thiện cường độ tín hiệu ở miền bắc Hoa Kỳ và Canada.

#### Quỹ đạo Quasi-Zenith
Hệ thống vệ tinh Quasi-Zenith (QZSS) là một hệ thống ba vệ tinh hoạt động theo quỹ đạo địa đồng bộ ở độ nghiêng 42° và độ lệch tâm 0,075. Mỗi vệ tinh nằm trên bầu trời Nhật Bản, cho phép tín hiệu tới máy thu đặt tại các khe đô thị sau đó nhanh chóng truyền tới Úc.

## Phóng vệ tinh
Các vệ tinh địa đồng bộ được phóng về phía đông vào quỹ đạo đông-tây phù hợp với tốc độ quay của đường xích đạo. Độ nghiêng nhỏ nhất của vệ tinh khi phóng là vĩ độ của bệ phóng nên việc phóng vệ tinh gần xích đạo sẽ hạn chế thay đổi độ nghiêng cần thiết sau này. Ngoài ra, điểm phóng gần xích đạo sẽ lợi dụng được sự quay của Trái Đất để tăng tốc cho vệ tinh. Vị trí phóng được bố trí ở những nơi phải có nước hoặc sa mạc ở phía đông để khi thất bại thì tên lửa cũng không rơi vào khu vực đông dân cư.
Phần lớn các tên lửa đẩy đều đưa các các vệ tinh địa đồng bộ thẳng vào quỹ đạo chuyển tiếp địa tĩnh (GTO), quỹ đạo hình elip với viễn điểm ở độ cao GSO và cận điểm thấp. Năng lượng đẩy sau đó được dùng để nâng cao cận điểm, điều chỉnh để tiến vào quỹ đạo GSO.

## Quỹ đạo đề xuất

### Vệ tinh statite
Statite là một vệ tinh trên lý thuyết sử dụng buồm Mặt Trời lấy áp suất bức xạ từ mặt trời để điều chỉnh quỹ đạo.
Vệ tinh sẽ ở khoảng vĩ độ 30 nằm trên phần tối của Trái Đất. Quan sát từ mặt đất, vệ tinh sẽ trở lại vị trí cũ cứ sau 24 giờ giống như quỹ đạo địa đồng bộ.

### Thang máy không gian
Quỹ đạo địa đồng bộ còn được áp dụng vào lý thuyết thang máy không gian. Khi gắn một đầu vào mặt đất, đối với độ cao bên dưới vành đai địa tĩnh, thang máy sẽ duy trì chu kỳ quỹ đạo ngắn hơn so với khi chỉ dùng trọng lực.

## Vệ tinh không còn sử dụng

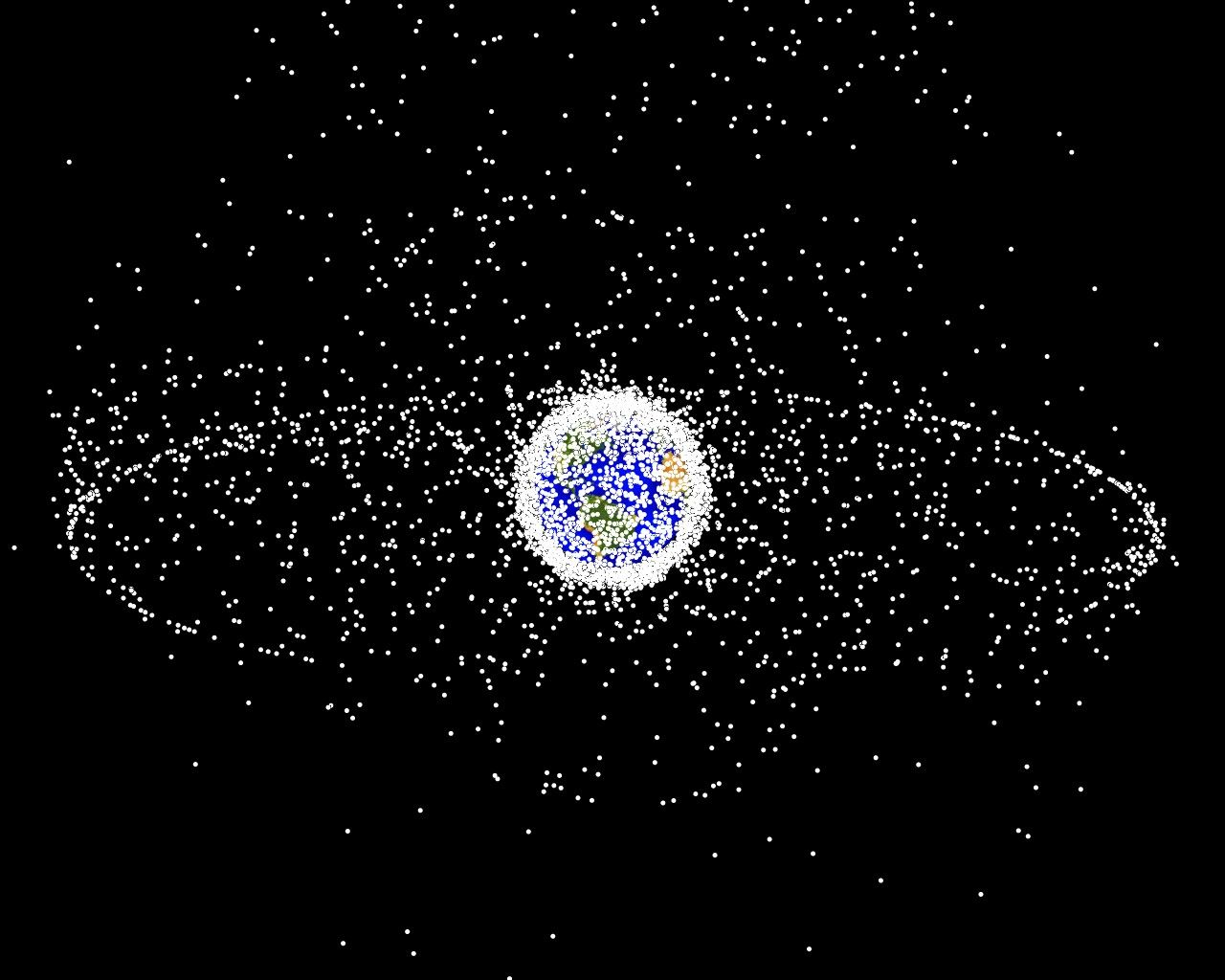
Hình ảnh mô phỏng mảnh vụn không gian do máy tính tạo ra: hiển thị hai trường mảnh vụn quanh không gian địa đồng bộ và quỹ đạo Trái Đất tầm thấp.

Các vệ tinh địa đồng bộ cần có giữ trạm để ổn định vị trí. Còn một khi hết nhiên liệu đẩy và không còn hữu ích, vệ tinh được chuyển lên quỹ đạo tha ma cao hơn. Việc hủy quỹ đạo của vệ tinh là không khả thi vì tốn nhiều nhiên liệu hơn so với việc chỉ nới quỹ đạo lên cao một chút. Thực tế này cộng với lực cản không đáng kể của khí quyển khiến vệ tinh GSO có thể tồn tại hàng ngàn năm trên quỹ đạo.
Quá trình kết thúc càng lúc càng được quy định cao hơn và các vệ tinh phải có 90% cơ hội di chuyển hơn 200 km ở ngoài vành đai địa tĩnh vào cuối đời.

### Mảnh vụn không gian
Các mảnh vụn không gian trong quỹ đạo địa đồng bộ thường có tốc độ va chạm thấp hơn tại quỹ đạo Trái Đất tầm thấp LEO do hầu hết các vệ tinh của quỹ đạo GSO nằm trong cùng một mặt phẳng, cùng độ cao và tốc độ; tuy nhiên, sự hiện diện của các vệ tinh trong quỹ đạo lệch tâm cho phép va chạm ở mức tối đa 4 km/s. Mặc dù tương đối khó xảy ra va chạm, khả năng các vệ tinh GSO tránh được bất kỳ mảnh vụn nào là rất hạn chế.
Các mảnh vỡ có đường kính nhỏ hơn 10 cm không thể nhìn thấy từ Trái Đất, gây khó khăn cho việc đánh giá mức độ phổ biến của chúng.
Bất chấp những nỗ lực để giảm thiểu rủi ro, các vụ va chạm trên không gian vẫn xảy ra. Ngày 11 tháng 8 năm 1993, vệ tinh viễn thông Olympus-1 của Cơ quan Vũ trụ châu Âu đã bị một thiên thạch va đập vào và phải chuyển lên quỹ đạo tha ma. Năm 2006, vệ tinh liên lạc Express-AM11 của Nga đã bị một vật thể không rõ đụng phải và mất hoạt động, mặc dù các kỹ sư điều khiển có đủ thời gian để đưa vệ tinh vào quỹ đạo tha ma. Năm 2017, cả AMC-9 và Telkom-1 đã bị vỡ hỏng mà không rõ nguyên nhân.

## Đặc điểm

Quỹ đạo của một vệ tinh địa đồng bộ có độ nghiêng, từ góc quan sát nhìn từ Trái Đất (ECI) và từ quan sát viên quay cùng tốc độ quanh Trái Đất (ECEF).

Quỹ đạo địa đồng bộ có các thuộc tính sau:
- Chu kỳ: 1.436 phút (một ngày thiên văn)
- Bán trục lớn: 42.164 km[20]:121

### Chu kỳ
Tất cả các quỹ đạo địa đồng bộ đều có chu kỳ chính xác bằng một ngày thiên văn. Điều này có nghĩa là vệ tinh sẽ trở về cùng một điểm trên bề mặt Trái Đất sau mỗi ngày thiên văn, không phụ thuộc các thuộc tính khác.:121 Chu kỳ quỹ đạo T liên quan trực tiếp đến bán trục lớn của quỹ đạo theo công thức:
{\displaystyle T=2\pi {\sqrt {a^{3} \over \mu }}}
với:
a là độ dài bán trục lớn của quỹ đạo
{\displaystyle \mu } là tham số hấp dẫn tiêu chuẩn tại trọng tâm.:137

### Độ nghiêng
Một quỹ đạo địa đồng bộ có thể có một độ nghiêng bất kỳ.
Vệ tinh thường có độ nghiêng bằng 0, đảm bảo quỹ đạo luôn được giữ trên đường xích đạo. Như vậy vệ tinh có vĩ độ không đổi đối với quan sát viên mặt đất (hoặc theo hệ địa tâm ECEF).:122
Độ nghiêng phổ biến khác là 63,4° với quỹ đạo tundra, giá trị này đảm bảo cho acgumen cận điểm của quỹ đạo không đổi theo thời gian.

### Hình chiếu quỹ đạo
Trong trường hợp quỹ đạo địa tĩnh, hình chiếu quỹ đạo trên mặt đất của vệ tinh chỉ là một điểm duy nhất trên đường xích đạo. Khái quát chung cho quỹ đạo địa đồng bộ có độ nghiêng hoặc độ lệch tâm khác 0, hình chiếu quỹ đạo trên mặt đất là một hình số 8 biến dạng, lặp lại sau mỗi ngày thiên văn.:122